# Kris Herman
Kris Herman (født 5. marts 1979 i Århus) er en dansk sanger og sangskriver. Han udgav sit første album I See You See Me i 2010, der har solgt mere end 10.000 eksemplarer. I 2012 udkom det andet album Satisfy. 
Allerede i 2010 spillede han på blandt andet Skanderborg Festivalen og Nibe Festival. Han har desuden spillet for kunstnere somAnastasia, D-A-D, Carpark North, Erik Hassle, Alphabeat og mange flere.                                    I 2011 karakteriserede magasinet Gaffa ham som en "charmerende singer-songwriter" "med en fremragende stemme og en cool attitude".
Kris Herman har siden sin karrieres start været portrætteret som hårdtarbejdende og innovativ. Musikken på de første udgivelser beskriver han selv som organisk i sit lydbillede med ærlige og nærværende tekster.            I 2013 skrev han sangen Vejen Hjem til efterskolernes opvisning ved DGI landsstævnet i Esbjerg samme år. Sangen blev starten på Kris Hermans sprogskrifte fra engelsk til dansk og efter en lang omstillingsproces udgav han sin første dansksprogede EP ved navn Tættere Sammen i 2016. Det blev fulgt op af en turné rundt på nogle af Danmarks største spillesteder og koncerterne blev set af mere end 5.000 mennesker. Vejen hjem blev i 2016 optaget i DGI sangbogen.